# Ed, Edd und Eddy
Ed, Edd und Eddy ist eine US-amerikanisch-kanadische Zeichentrickserie von Danny Antonucci aus dem Jahr 1999, die auf Cartoon Network lief. In Deutschland wurde die Serie das erste Mal auf kabel eins gezeigt. Wiederholungen folgten auf Super RTL und Cartoon Network.

## Inhalt
Die Serie dreht sich um die drei Kinder Ed, Edd („Double D“) und Eddy, die in der Vorstadt von Peach Creek leben, und deren Bemühen Geld von den Nachbarskindern zu bekommen, um davon Gobstopper – ihre liebste Süßigkeit – zu kaufen. Die Pläne der drei unterschiedlichen Charaktere gehen meist schief und enden oft peinlich für die Kinder.

## Produktion und Veröffentlichung
Bei der Produktion der Studios a.k.a. Cartoon und Funbag Animation Studios führten Danny Antonucci, von dem das Konzept zur Serie stammt, und Scott Underwood Regie. Für die Produktion war 1999 zunächst Samantha Daley verantwortlich, danach bis 2005 Christine Danzo. Die Musik stammt von Patric Caird und die künstlerische Leitung lag beim Hauptautor Danny Antonucci. 
Die Erstausstrahlung erfolgte vom 4. Januar bis 11. Juni 1999 bei Cartoon Network. Es folgten vier weitere Staffeln bis 2007 mit insgesamt 64 Folgen. Außerdem kamen von 2004 bis 2008 fünf Spezialfolgen heraus. 2009 folgte ein Fernsehfilm zur Serie. Die deutsche Erstausstrahlung fand vom 3. September bis 12. November 2005 bei kabel eins statt. Es folgten eine Wiederholung beim gleichen Sender sowie weitere beim deutschen Cartoon Network. Außerdem wurde die Serie unter anderem in Kanada, den Niederlanden und Mexiko im Fernsehen gezeigt. Warner Home Video brachte die Serie auf DVD heraus.

## Synchronisation
| Rolle | Englischer Sprecher | Deutscher Sprecher |
| ----- | ------------------- | ------------------ |
| Ed    | Matt Hill           | Bernhard Völger    |
| Edd   | Samuel Vincent      | David Turba        |
| Eddy  | Tony Sampson        | Rainer Fritzsche   |

## Auszeichnungen
Die Serie wurde im Laufe der Jahre mehrfach ausgezeichnet und noch häufiger für Auszeichnungen nominiert.
- 2000: Leo Award für die Beste Regie einer Animations-Produktion[1]
- 2005: Leo Award für die Beste Musik einer Animations-Produktion[2]
- 2009: SOCAN Award für die Beste Musik einer internationalen Fernsehproduktion[3]